# Francia ai Giochi della VIII Olimpiade
La Francia partecipò come paese organizzatore ai Giochi della VIII Olimpiade, svoltisi a Parigi dal 4 maggio al 27 luglio 1924,
con una delegazione di 401 atleti, di cui 28 donne, impegnati in 20 discipline, aggiudicandosi 13 medaglie d'oro, 15 d'argento e 10 di bronzo.

## Medagliere

### Per discipline
| Sport              | Oro | Argento | Bronzo | Totale |
| ------------------ | --- | ------- | ------ | ------ |
| Ciclismo           | 4   | 0       | 2      | 6      |
| Scherma            | 3   | 3       | 0      | 6      |
| Sollevamento pesi  | 2   | 0       | 0      | 2      |
| Ginnastica         | 1   | 4       | 1      | 6      |
| Tiro               | 1   | 1       | 0      | 2      |
| Lotta greco-romana | 1   | 0       | 0      | 1      |
| Pallanuoto         | 1   | 0       | 0      | 1      |
| Tennis             | 0   | 3       | 1      | 4      |
| Canottaggio        | 0   | 3       | 0      | 3      |
| Rugby a 15         | 0   | 1       | 0      | 1      |
| Atletica leggera   | 0   | 0       | 3      | 3      |
| Vela               | 0   | 0       | 1      | 1      |
| Pugilato           | 0   | 0       | 1      | 1      |
| Equitazione        | 0   | 0       | 1      | 1      |
| Totale             | 13  | 15      | 10     | 38     |

### Medaglie
| Medaglia | Atleta | Sport              | Evento                        |
| -------- | --- | ------------------ | ----------------------------- |
| Oro      | Armand Blanchonnet | Ciclismo           | Corsa individuale             |
| Oro      | Armand Blanchonnet René Hamel Georges Wambst André Leducq                                                             | Ciclismo           | Corsa a squadre               |
| Oro      | Lucien Michard | Ciclismo           | Velocità                      |
| Oro      | Lucien Choury Jean Cugnot                                                                                             | Ciclismo           | Tandem                        |
| Oro      | Albert Séguin | Ginnastica         | Volteggio al cavallo in largo |
| Oro      | Henri Deglane | Lotta greco-romana | Pesi massimi                  |
| Oro      | Francia | Pallanuoto         | Torneo Maschile               |
| Oro      | Roger Ducret | Scherma            | Fioretto individuale maschile |
| Oro      | Lucien Gaudin Philippe Cattiau André Labatut Roger Ducret Henri Jobier Jacques Coutrot Guy de Luget Joseph Peroteaux  | Scherma            | Fioretto a squadre maschile   |
| Oro      | Lucien Gaudin Georges Buchard Roger Ducret Georges Tainturier André Labatut Alexandre Lippmann Robert Liottel         | Scherma            | Spada a squadre maschile      |
| Oro      | Edmond Décottignies                                                                                                   | Sollevamento pesi  | Pesi leggeri                  |
| Oro      | Charles Rigoulot | Sollevamento pesi  | Pesi massimi-leggeri          |
| Oro      | Pierre Coquelin de Lisle                                                                                              | Tiro               | Carabina piccola individuale  |
| Argento  | Marc Detton Jean-Pierre Stock                                                                                         | Canottaggio        | Due di coppia maschile        |
| Argento  | Maurice Monney-Bouton Georges Piot                                                                                    | Canottaggio        | Due senza maschile            |
| Argento  | Eugène Constant Louis Gressier Georges Lecointe Raymond Talleux Marcel Lepan                                          | Canottaggio        | Quattro con maschile          |
| Argento  | Jean Gounot | Ginnastica         | Volteggio al cavallo in largo |
| Argento  | François Gangloff | Ginnastica         | Volteggio al cavallo in largo |
| Argento  | Albert Séguin | Ginnastica         | Salita alla fune              |
| Argento  | Jean Gounot Léon Delsarte Albert Séguin Eugène Cordonnier François Gangloff Arthur Hermann André Higelin Joseph Huber | Ginnastica         | Concorso a squadre maschile   |
| Argento  | Francia | Rugby a 15         | Maschile                      |
| Argento  | Philippe Cattiau | Scherma            | Fioretto individuale maschile |
| Argento  | Roger Ducret | Scherma            | Spada individuale maschile    |
| Argento  | Roger Ducret | Scherma            | Sciabola individuale maschile |
| Argento  | Henri Cochet | Tennis             | Singolare maschile            |
| Argento  | Jacques Brugnon Henri Cochet                                                                                          | Tennis             | Doppio maschile               |
| Argento  | Julie Vlasto | Tennis             | Singolare femminile           |
| Argento  | Émile Rumeau Albert Courquin Pierre Hardy Georges Roes Paul Colas                                                     | Tiro               | Fucile a squadre              |
| Bronzo   | Paul Bontemps | Atletica leggera   | 3000 metri siepi              |
| Bronzo   | Henri Lauvaux Gaston Heuet Maurice Norland André Lauseig Lucien Douloues Robert Marchal                               | Atletica leggera   | Corsa campestre a squadre     |
| Bronzo   | Pierre Lewden | Atletica leggera   | Salto in alto                 |
| Bronzo   | René Hamel | Ciclismo           | Corsa individuale             |
| Bronzo   | Jean Cugnot | Ciclismo           | Velocità                      |
| Bronzo   | Xavier Lesage | Equitazione        | Dressage individuale          |
| Bronzo   | André Higelin | Ginnastica         | Sbarra                        |
| Bronzo   | Jean Ces | Pugilato           | Pesi gallo                    |
| Bronzo   | Jean Borotra René Lacoste                                                                                             | Tennis             | Doppio maschile               |
| Bronzo   | Louis Bréguet Pierre Gauthier Robert Girardet André Guerrier Georges Mollard                                          | Vela               | 8 metri                       |

## Risultati

### Calcio
| Atleta | Classifica |                    |
| --- | --- | ------------------ |
| V · D · M Nazionale francese · Calcio ai Giochi Olimpici Estivi 1924 P Chayriguès · P Cottenet · D Baumann · D Canthelou · D Gravier · D Huot · C Bard · C Batmale · C Bonnardel · C Crut · C Domergue · C Jourda · C Parachini · A Boyer · A Chesneau · A Dewaquez · A Dubly · A Dufour · A Gross · A Isbecque · A Nicolas · A Rénier · CT : Griffiths | 5° |                    |
| Nazionale francese · Calcio ai Giochi Olimpici Estivi 1924 | |                    |
| P Chayriguès · P Cottenet · D Baumann · D Canthelou · D Gravier · D Huot · C Bard · C Batmale · C Bonnardel · C Crut · C Domergue · C Jourda · C Parachini · A Boyer · A Chesneau · A Dewaquez · A Dubly · A Dufour · A Gross · A Isbecque · A Nicolas · A Rénier · CT: Griffiths                                                                       | P Chayriguès · P Cottenet · D Baumann · D Canthelou · D Gravier · D Huot · C Bard · C Batmale · C Bonnardel · C Crut · C Domergue · C Jourda · C Parachini · A Boyer · A Chesneau · A Dewaquez · A Dubly · A Dufour · A Gross · A Isbecque · A Nicolas · A Rénier · CT: Griffiths | Francia (bandiera) |

### Pallanuoto
| Atleta | Classifica |                    |
| --- | --- | ------------------ |
| V · D · M Nazionale maschile francese di pallanuoto · Giochi olimpici - Parigi 1924 Deborgies · Delberghe · Desmettre · Dujardin · Mayaud · Padou · Rigal · Bertrand · Fasani · Lasquin · Perol · CT : Paul Beulque | Oro |                    |
| Nazionale maschile francese di pallanuoto · Giochi olimpici - Parigi 1924 | |                    |
| Deborgies · Delberghe · Desmettre · Dujardin · Mayaud · Padou · Rigal · Bertrand · Fasani · Lasquin · Perol · CT: Paul Beulque                                                                                      | Deborgies · Delberghe · Desmettre · Dujardin · Mayaud · Padou · Rigal · Bertrand · Fasani · Lasquin · Perol · CT: Paul Beulque | Francia (bandiera) |